# Вавторів (струмок)
Вавторів — струмок в Україні, у Надвірнянському районі Івано-Франківської області, права притока Любіжні (басейн Дунаю).

## Опис
Довжина струмка приблизно 4 км. Формується з багатьох безіменних струмків.

## Розташування
Бере початок на північному сході від гори Вавторова. Тече переважно на північний схід і у Делятині впадає у річку Любіжню, ліву притоку Пруту.